# NGC 2261
NGC 2261 é uma nebulosa na direção da constelação de Monoceros. O objeto foi descoberto pelo astrônomo William Herschel em 1783, usando um telescópio refletor com abertura de 18,6 polegadas. 